# Fons (Gard)
Pour les articles homonymes, voir Fons.
Fons [fɔ̃s] ou Fons-outre-Gardon, est une commune française située dans le centre du département du Gard, en région Occitanie.
Exposée à un climat méditerranéen, elle est drainée par le ruisseau de Teulon, le ruisseau de Lens et par deux autres cours d'eau. La commune possède un patrimoine naturel remarquable composé d'une zone naturelle d'intérêt écologique, faunistique et floristique.
Fons est une commune urbaine qui compte 1 734 habitants en 2022, après avoir connu une forte hausse de la population depuis 1962. Elle est ville-centre de l'unité urbaine de Fons et fait partie de l'aire d'attraction de Nîmes. Ses habitants sont appelés les Fonsois ou  Fonsoises.
Le nom officiel de la commune, tel que répertorié dans le Code officiel géographique de l'Insee, est Fons. Toutefois localement, il est fait usage du nom de Fons-outre-Gardon. Cependant, cette dénomination ne présente aucun caractère officiel en l'absence de décret en Conseil d'État venant avaliser cette appellation.

## Géographie

### Localisation
Les communes limitrophes sont  Gajan, Montagnac, Moulézan, Saint-Bauzély et Saint-Mamert-du-Gard.

### Climat
Pour des articles plus généraux, voir Climat de l'Occitanie et Climat du Gard.
En 2010, le climat de la commune est de type climat méditerranéen franc, selon une étude s'appuyant sur une série de données couvrant la période 1971-2000. En 2020, Météo-France publie une typologie des climats de la France métropolitaine dans laquelle la commune est exposée à un climat méditerranéen et est dans la région climatique Provence, Languedoc-Roussillon, caractérisée par une pluviométrie faible en été, un très bon ensoleillement (2 600 h/an), un été chaud (21,5 °C), un air très sec en été, sec en toutes saisons, des vents forts (fréquence de 40 à 50 % de vents > 5 m/s) et peu de brouillards.
Pour la période 1971-2000, la température annuelle moyenne est de 13,9 °C, avec une amplitude thermique annuelle de 17,2 °C. Le cumul annuel moyen de précipitations est de 847 mm, avec 6,7 jours de précipitations en janvier et 3,1 jours en juillet. Pour la période 1991-2020, la température moyenne annuelle observée sur la station météorologique la plus proche, située sur la commune de La Rouvière à 4 km à vol d'oiseau, est de 14,5 °C et le cumul annuel moyen de précipitations est de 914,4 mm,. Pour l'avenir, les paramètres climatiques de la commune estimés pour 2050 selon différents scénarios d’émission de gaz à effet de serre sont consultables sur un site dédié publié par Météo-France en novembre 2022.

### Voies de communication et transports

#### Axes ferroviaires
Fons est desservie habituellement par des trains TER Languedoc-Roussillon.

### Milieux naturels et biodiversité

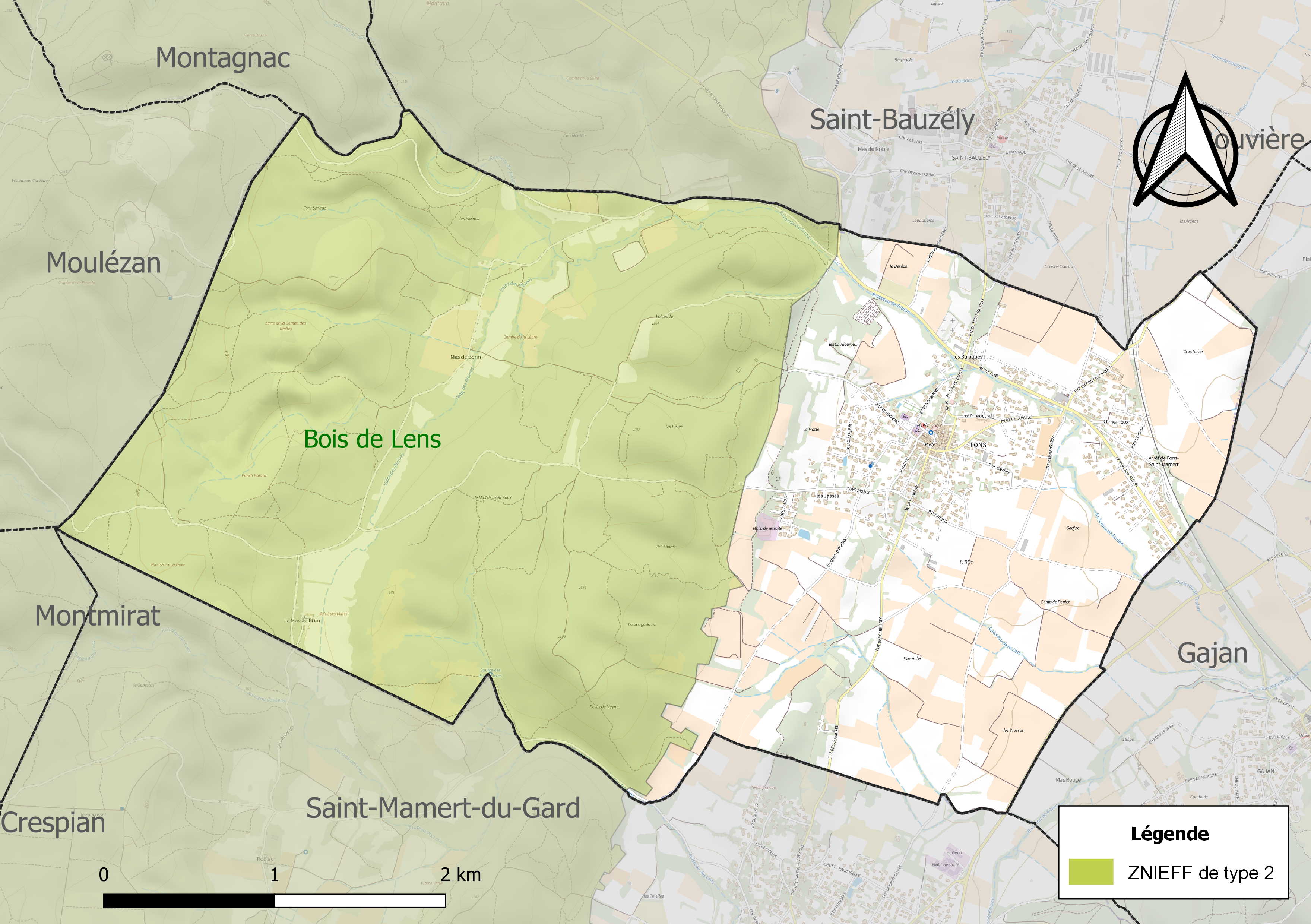
Carte de la ZNIEFF de type 2 localisée sur la commune.

L’inventaire des zones naturelles d'intérêt écologique, faunistique et floristique (ZNIEFF) a pour objectif de réaliser une couverture des zones les plus intéressantes sur le plan écologique, essentiellement dans la perspective d’améliorer la connaissance du patrimoine naturel national et de fournir aux différents décideurs un outil d’aide à la prise en compte de l’environnement dans l’aménagement du territoire.
Une ZNIEFF de type 2 est recensée sur la commune :
le « bois de Lens » (8 318 ha), couvrant 19 communes du département.

## Urbanisme

### Typologie
Au 1er janvier 2024, Fons est catégorisée petite ville, selon la nouvelle grille communale de densité à sept niveaux définie par l'Insee en 2022.
Elle appartient à l'unité urbaine de Fons, une agglomération intra-départementale regroupant deux  communes, dont elle est ville-centre,,. Par ailleurs la commune fait partie de l'aire d'attraction de Nîmes, dont elle est une commune de la couronne,. Cette aire, qui regroupe 92 communes, est catégorisée dans les aires de 200 000 à moins de 700 000 habitants,.

### Occupation des sols
L'occupation des sols de la commune, telle qu'elle ressort de la base de données européenne d’occupation biophysique des sols Corine Land Cover (CLC), est marquée par l'importance des forêts et milieux semi-naturels (52,4 % en 2018), une proportion identique à celle de 1990 (52,4 %). La répartition détaillée en 2018 est la suivante : 
forêts (36,1 %), cultures permanentes (31,8 %), milieux à végétation arbustive et/ou herbacée (16,2 %), zones urbanisées (8,7 %), zones agricoles hétérogènes (5,8 %), prairies (1,4 %). L'évolution de l’occupation des sols de la commune et de ses infrastructures peut être observée sur les différentes représentations cartographiques du territoire : la carte de Cassini (XVIIIe siècle), la carte d'état-major (1820-1866) et les cartes ou photos aériennes de l'IGN pour la période actuelle (1950 à aujourd'hui).

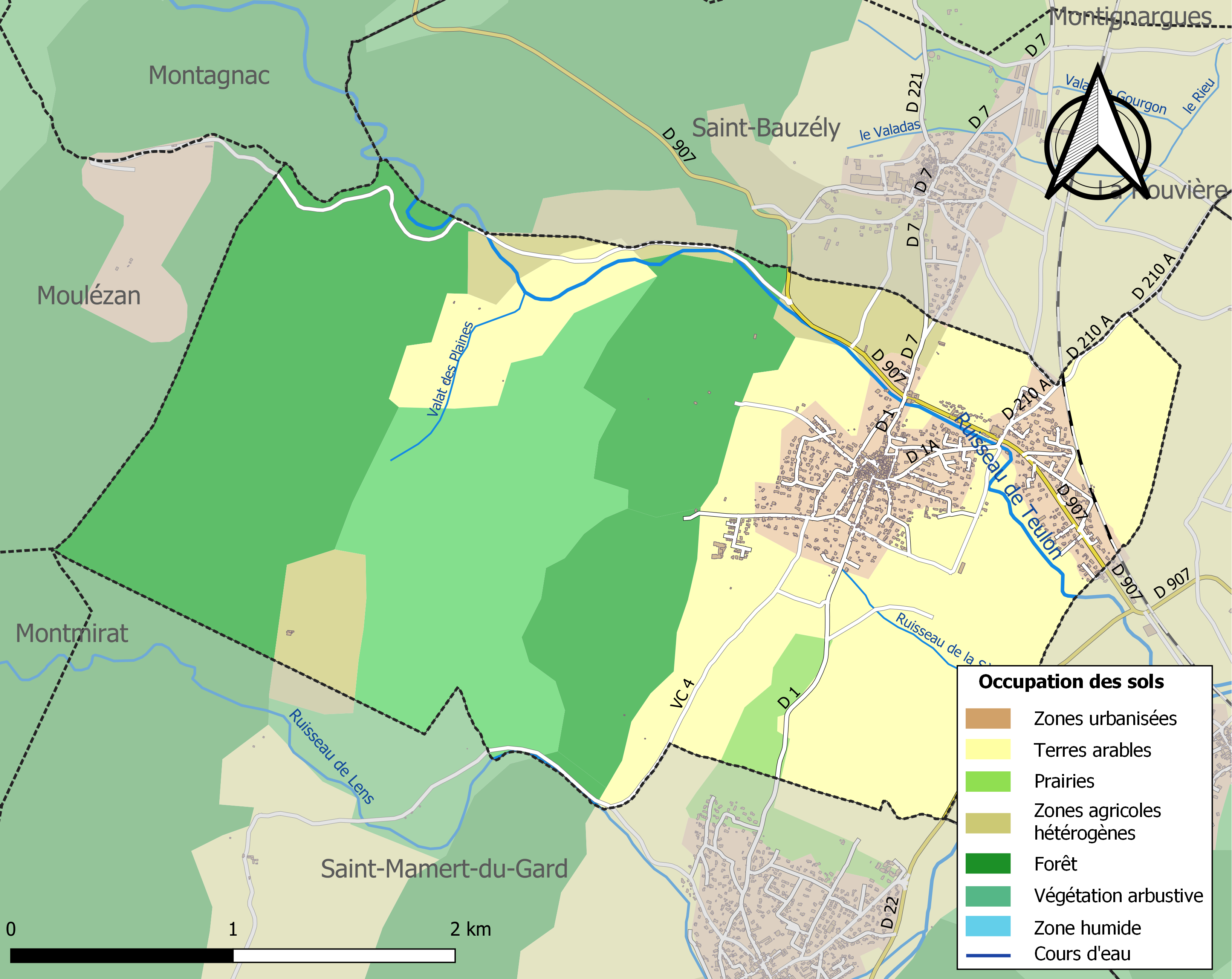
Carte des infrastructures et de l'occupation des sols de la commune en 2018 (CLC).

### Risques majeurs
Le territoire de la commune de Fons est vulnérable à différents aléas naturels : météorologiques (tempête, orage, neige, grand froid, canicule ou sécheresse), inondations, feux de forêts et séisme (sismicité faible). Il est également exposé à un risque technologique,  le transport de matières dangereuses. Un site publié par le BRGM permet d'évaluer simplement et rapidement les risques d'un bien localisé soit par son adresse soit par le numéro de sa parcelle.

#### Risques naturels
Certaines parties du territoire communal sont susceptibles d’être affectées par le risque d’inondation par débordement de cours d'eau et par une crue torrentielle ou à montée rapide de cours d'eau, notamment le ruisseau de Teulon. La commune a été reconnue en état de catastrophe naturelle au titre des dommages causés par les inondations et coulées de boue survenues en 1982, 1990, 1995, 2001, 2002 et 2014,.

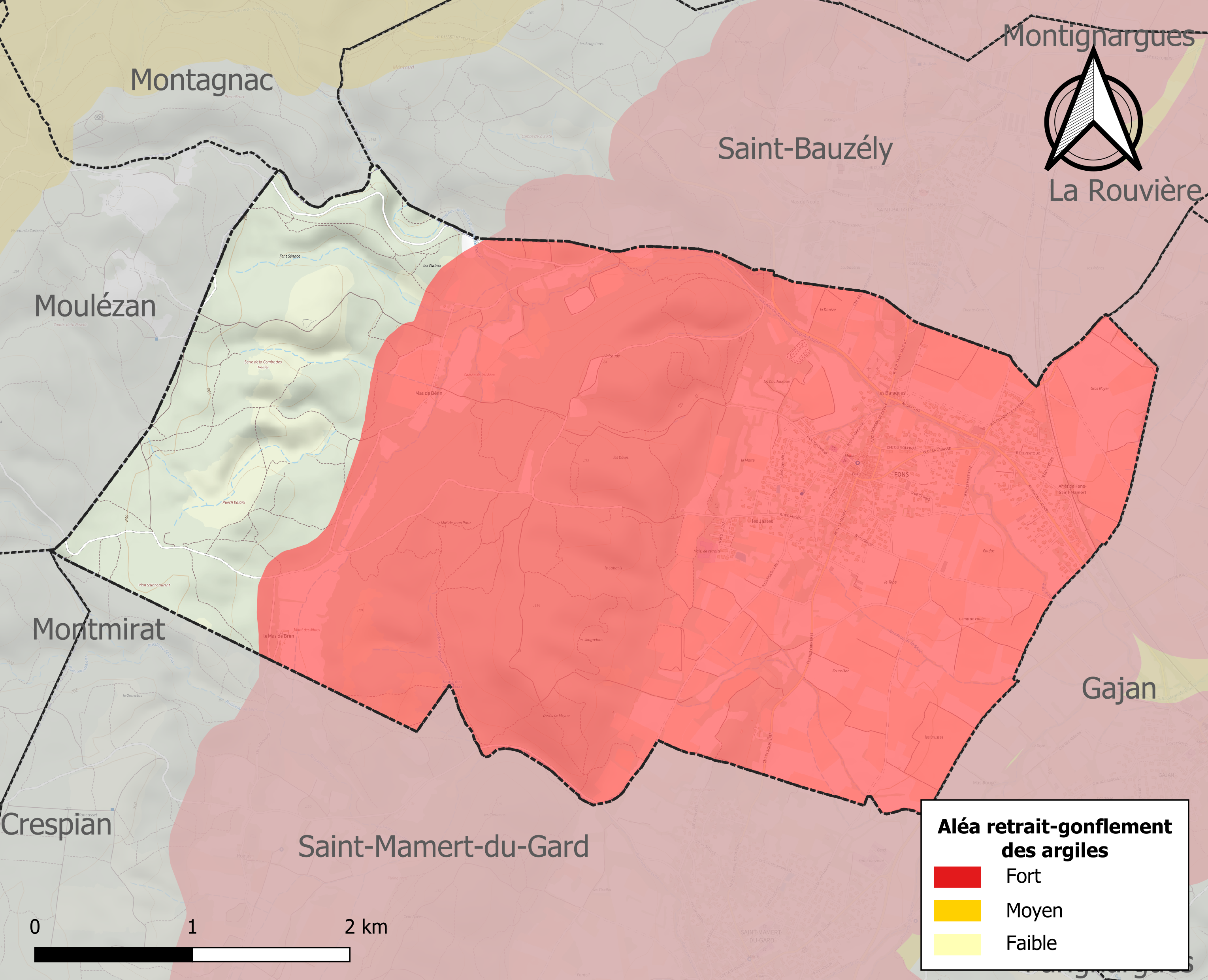
Carte des zones d'aléa retrait-gonflement des sols argileux de Fons.

Le retrait-gonflement des sols argileux est susceptible d'engendrer des dommages importants aux bâtiments en cas d’alternance de périodes de sécheresse et de pluie. 79,9 % de la superficie communale est en aléa moyen ou fort (67,5 % au niveau départemental et 48,5 % au niveau national). Sur les 594 bâtiments dénombrés sur la commune en 2019, 594 sont en aléa moyen ou fort, soit 100 %, à comparer aux 90 % au niveau départemental et 54 % au niveau national. Une cartographie de l'exposition du territoire national au retrait gonflement des sols argileux est disponible sur le site du BRGM,.
Par ailleurs, afin de mieux appréhender le risque d’affaissement de terrain, l'inventaire national des cavités souterraines permet de localiser celles situées sur la commune.

#### Risques technologiques
Le risque de transport de matières dangereuses sur la commune est lié à sa traversée par des infrastructures routières ou ferroviaires importantes ou la présence d'une canalisation de transport d'hydrocarbures. Un accident se produisant sur de telles infrastructures est en effet susceptible d’avoir des effets graves au bâti ou aux personnes jusqu’à 350 m, selon la nature du matériau transporté. Des dispositions d’urbanisme peuvent être préconisées en conséquence.

## Toponymie
Occitan Fons, du latin Fontes : fontaines.
Ses habitants s'appellent les Fonsois et Fonsoises.

## Histoire

### Moyen Âge
Le cartulaire de Notre-Dame de Nîmes, dans la Carta de la Roveria datée de 1108 cite le Decani de Fontis, décan de Fons,.

### Époque moderne
Le prieuré Saint-Martin est relaté en 1727 dans les insinuations ecclesiastiques du diocèse de Nîmes, puis dans un mandement de l'evêque d'Uzès en 1744 comme se situant à Fons-outre-Gardon.

## Politique et administration

### Liste des maires
| Période                                  | Période  | Identité           | Étiquette | Qualité |
| ---------------------------------------- | -------- | ------------------ | --------- | --- |
| 1902                                     |          | Raoul Moutet       |           | |
| 1965                                     | 1989     | Louis Garimond     |           | |
| 1989                                     | 1995     | Pierre Dumas       |           | |
| 1995                                     | 2001     | Gérard Dumas       |           | |
| 2001                                     | 2008     | William Dumas      | PS        | Député (2004-2017) Conseiller général Ancien Premier vice-président du Conseil général                                              |
| 2008                                     | 2020     | Gerard Gire        | PS        | Retraité de la fonction Publique |
| 2020                                     | En cours | Maryse Giannaccini | PS        | Conseillère départementale du Gard, élue dans le canton de Calvisson (depuis 2015) Vice-présidente du conseil départemental du Gard |
| Les données manquantes sont à compléter. |          |                    |           | |

## Population et société

### Démographie
L'évolution du nombre d'habitants est connue à travers les recensements de la population effectués dans la commune depuis 1793. Pour les communes de moins de 10 000 habitants, une enquête de recensement portant sur toute la population est réalisée tous les cinq ans, les populations de référence des années intermédiaires étant quant à elles estimées par interpolation ou extrapolation. Pour la commune, le premier recensement exhaustif entrant dans le cadre du nouveau dispositif a été réalisé en 2007.

En 2022, la commune comptait 1 734 habitants, en évolution de +19,34 % par rapport à 2016 (Gard : +2,97 %, France hors Mayotte : +2,11 %).
| 1793 | 1800 | 1806 | 1821 | 1831 | 1836 | 1841 | 1846 | 1851 |
| ---- | ---- | ---- | ---- | ---- | ---- | ---- | ---- | ---- |
| 437  | 418  | 470  | 523  | 532  | 573  | 629  | 620  | 612  |

| 1856 | 1861 | 1866 | 1872 | 1876 | 1881 | 1886 | 1891 | 1896 |
| ---- | ---- | ---- | ---- | ---- | ---- | ---- | ---- | ---- |
| 612  | 632  | 652  | 605  | 488  | 365  | 379  | 417  | 427  |

| 1901 | 1906 | 1911 | 1921 | 1926 | 1931 | 1936 | 1946 | 1954 |
| ---- | ---- | ---- | ---- | ---- | ---- | ---- | ---- | ---- |
| 474  | 503  | 509  | 524  | 515  | 504  | 426  | 378  | 400  |

| 1962 | 1968 | 1975 | 1982 | 1990 | 1999 | 2006  | 2007  | 2012  |
| ---- | ---- | ---- | ---- | ---- | ---- | ----- | ----- | ----- |
| 384  | 404  | 404  | 524  | 591  | 741  | 1 025 | 1 067 | 1 264 |

| 2017  | 2022  | - | - | - | - | - | - | - |
| ----- | ----- | - | - | - | - | - | - | - |
| 1 506 | 1 734 | - | - | - | - | - | - | - |

### Manifestations culturelles et festivités
L'association Les amis de Saturnin Garimond organise chaque année les journées Saturnin Garimond.

## Économie

### Revenus
En 2018  (données Insee publiées en septembre 2021), la commune compte 591 ménages fiscaux, regroupant 1 575 personnes. La médiane du revenu disponible par unité de consommation est de 21 280 € (20 020 € dans le département).

### Emploi
|                | 2008   | 2013 | 2018  |
| -------------- | ------ | ---- | ----- |
| Commune        | 7,7 %  | 8 %  | 9,3 % |
| Département    | 10,6 % | 12 % | 12 %  |
| France entière | 8,3 %  | 10 % | 10 %  |

En 2018, la population âgée de 15 à 64 ans s'élève à 952 personnes, parmi lesquelles on compte 78,5 % d'actifs (69,2 % ayant un emploi et 9,3 % de chômeurs) et 21,5 % d'inactifs,. Depuis 2008, le taux de chômage communal (au sens du recensement) des 15-64 ans est inférieur à celui de la France et du département.
La commune fait partie de la couronne de l'aire d'attraction de Nîmes, du fait qu'au moins 15 % des actifs travaillent dans le pôle,. Elle compte 164 emplois en 2018, contre 117 en 2013 et 78 en 2008. Le nombre d'actifs ayant un emploi résidant dans la commune est de 666, soit un indicateur de concentration d'emploi de 24,6 % et un taux d'activité parmi les 15 ans ou plus de 64,2 %.
Sur ces 666 actifs de 15 ans ou plus ayant un emploi, 102 travaillent dans la commune, soit 15 % des habitants. Pour se rendre au travail, 90,8 % des habitants utilisent un véhicule personnel ou de fonction à quatre roues, 3 % les transports en commun, 3,3 % s'y rendent en deux-roues, à vélo ou à pied et 3 % n'ont pas besoin de transport (travail au domicile).

### Activités hors agriculture

#### Secteurs d'activités
91 établissements sont implantés  à Fons au 31 décembre 2019. Le tableau ci-dessous en détaille le nombre par secteur d'activité et compare les ratios avec ceux du département,.
| Secteur d'activité                                                                                        | Commune | Commune | Département |
| Secteur d'activité                                                                                        | Nombre  | %       | %           |
| --- | ------- | ------- | ----------- |
| Ensemble                                                                                                  | 91      |         |             |
| Industrie manufacturière, industries extractives et autres                                                | 6       | 6,6 %   | (7,9 %)     |
| Construction                                                                                              | 23      | 25,3 %  | (15,5 %)    |
| Commerce de gros et de détail, transports, hébergement et restauration                                    | 19      | 20,9 %  | (30 %)      |
| Information et communication                                                                              | 4       | 4,4 %   | (2,2 %)     |
| Activités immobilières                                                                                    | 3       | 3,3 %   | (4,1 %)     |
| Activités spécialisées, scientifiques et techniques et activités de services administratifs et de soutien | 16      | 17,6 %  | (14,9 %)    |
| Administration publique, enseignement, santé humaine et action sociale                                    | 14      | 15,4 %  | (13,5 %)    |
| Autres activités de services                                                                              | 6       | 6,6 %   | (8,8 %)     |

Le secteur de la construction est prépondérant sur la commune puisqu'il représente 25,3 % du nombre total d'établissements de la commune (23 sur les 91 entreprises implantées  à Fons), contre 15,5 % au niveau départemental.

#### Entreprises et commerces
L'entreprise ayant son siège social sur le territoire communal qui génère le plus de chiffre d'affaires en 2020 est : 
- Cap Energie, conseil pour les affaires et autres conseils de gestion (147 k€)

### Agriculture
La commune est dans les Garrigues, une petite région agricole occupant le centre du département du Gard. En 2020, l'orientation technico-économique de l'agriculture  sur la commune est la viticulture. 
|               | 1988 | 2000 | 2010 | 2020 |
| ------------- | ---- | ---- | ---- | ---- |
| Exploitations | 43   | 24   | 15   | 14   |
| SAU (ha)      | 326  | 295  | 221  | 179  |

Le nombre d'exploitations agricoles en activité et ayant leur siège dans la commune est passé de 43 lors du recensement agricole de 1988  à 24 en 2000 puis à 15 en 2010 et enfin à 14 en 2020, soit une baisse de 67 % en 32 ans. Le même mouvement est observé à l'échelle du département qui a perdu pendant cette période 61 % de ses exploitations,. La surface agricole utilisée sur la commune a également diminué, passant de 326 ha en 1988 à 179 ha en 2020. Parallèlement la surface agricole utilisée moyenne par exploitation a augmenté, passant de 8 à 13 ha.

### Édifices civils

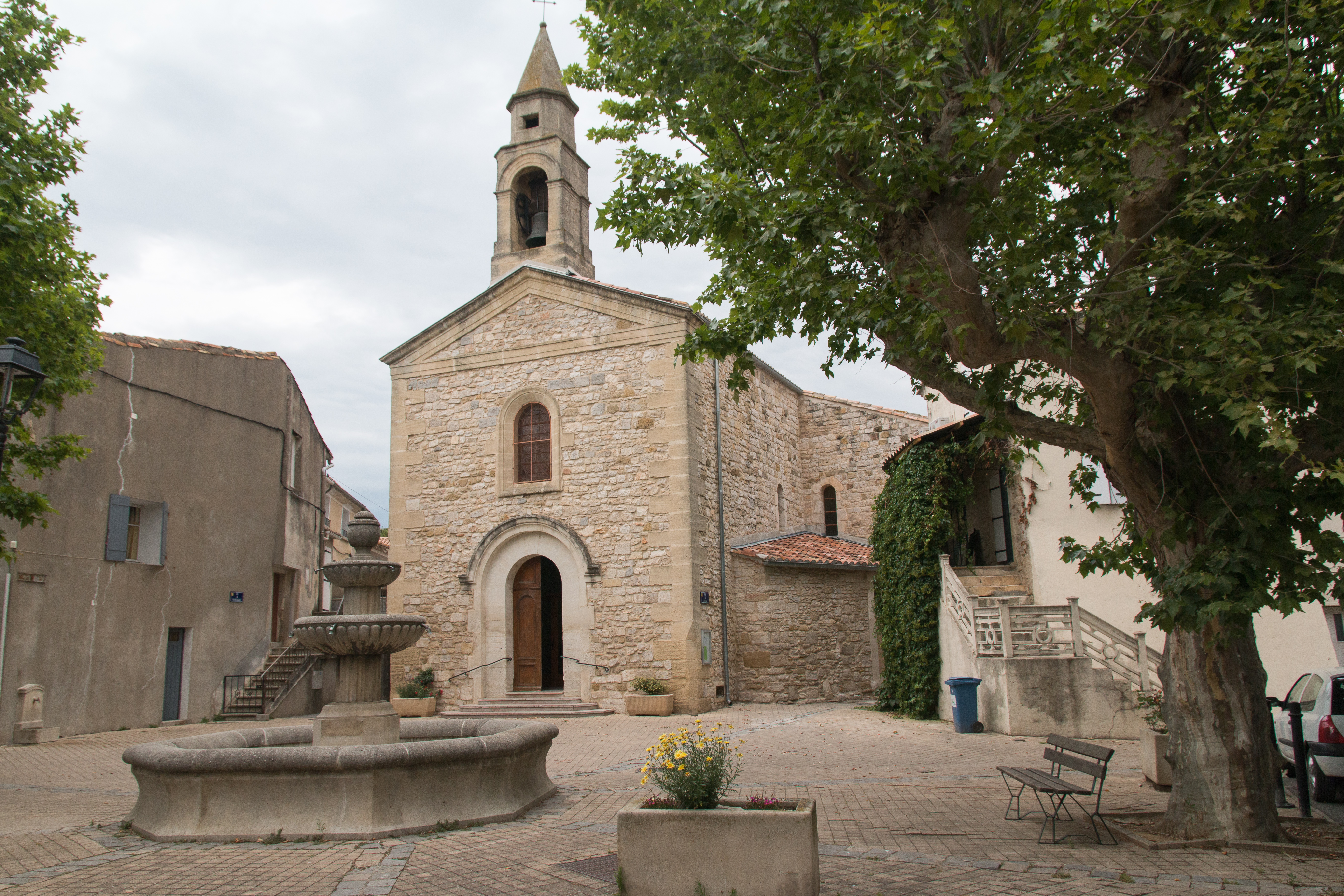
Église Saint-Saturnin de Fons

## Culture locale et patrimoine

### Édifices religieux
- Église Saint-Saturnin de Fons.
- Temple protestant de Fons.

### Patrimoine culturel
- Musée des collections de Saturnin Garimond : ce musée est consacré aux découvertes de Saturnin Garimond. Il est situé à la mairie de Fons[24].

### Personnalités liées à la commune
- Saturnin Garimond (1914-1987), chercheur français, autodidacte, ayant effectué des travaux relevant de la géologie, de l'archéologie, de la paléontologie, de la botanique et de la numismatique[24].
- Alphonse Daudet (1840-1897), écrivain et auteur dramatique français. Il a vécu une partie de son enfance dans une des maisons se trouvant sur la place centrale du village, place qui porte aujourd'hui son nom.
- William Dumas (né en 1942), homme politique français.
- Françoise Dumas (née en 1960), femme politique française.
- Nicolas Benezet (né en 1991), footballeur, y a habité.

## Héraldique
| Blason de Fons | Blason  | D'or, à un pal losangé d'argent et d'azur.       |
| Blason de Fons | Détails | Le statut officiel du blason reste à déterminer. |